# Arado Ar 77
O Arado Ar 77 foi um avião monoplano bimotor, desenvolvido pela Arado como uma aeronave de treino, em 1934. Concorrendo contra o Focke-Wulf Fw 58 por uma chance de financiamento e produção, a Luftwaffe acabou por optar pelo Fw 58.